# Pierre Bernard (rugby à XV)
Pour les articles homonymes, voir Bernard et Pierre Bernard.

a Compétitions nationales et continentales officielles uniquement.

b Matchs officiels uniquement.
Dernière mise à jour le 22 avril 2025.
Pierre Bernard, né le 31 janvier 1989 à Toulouse, est un joueur français de rugby à XV. Il évolue au poste de demi d'ouverture. Il joue successivement à l'Aviron bayonnais, le Castres olympique, l'Union Bordeaux Bègles, Rugby club toulonnais et au Biarritz olympique.

## Biographie

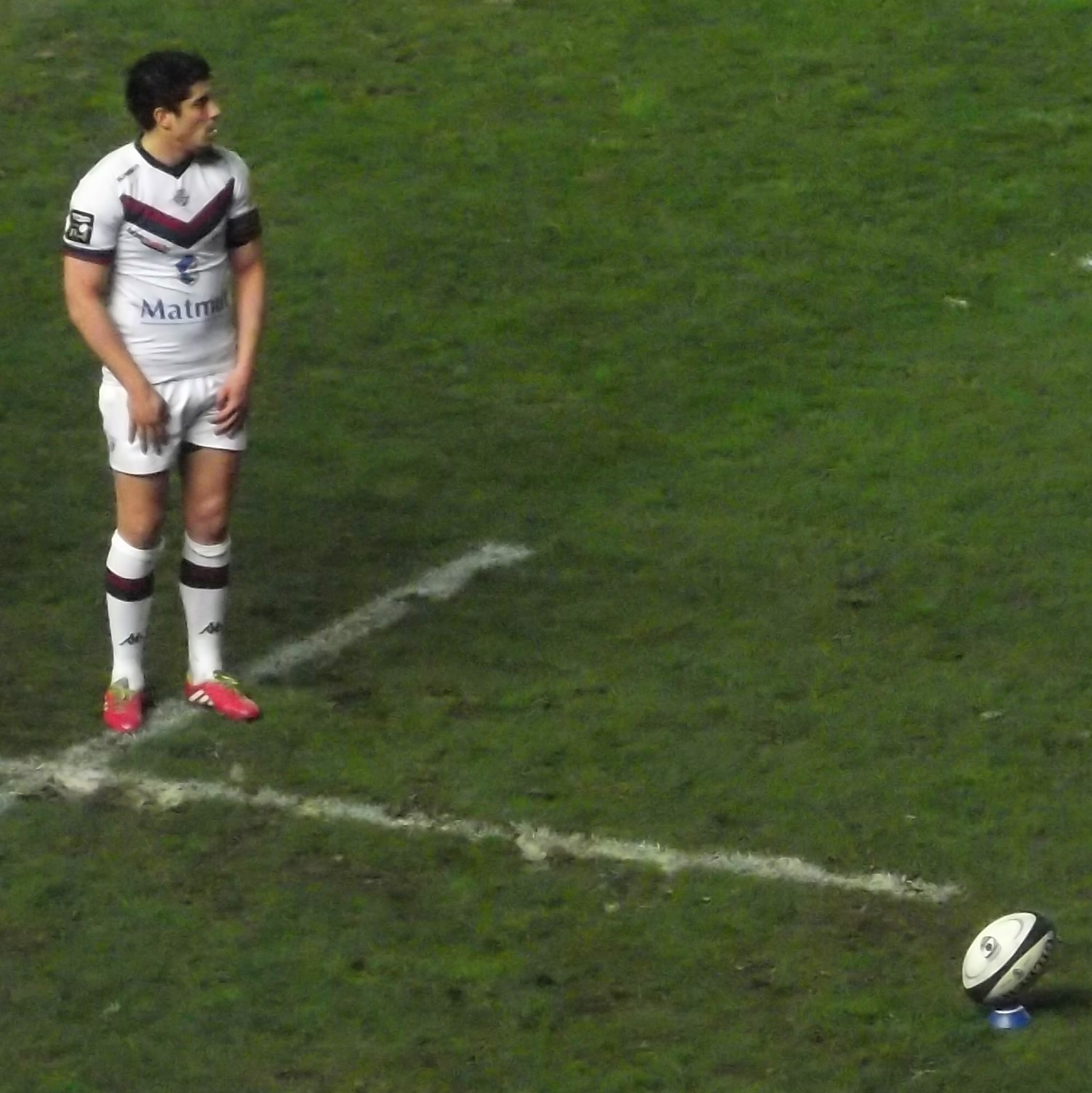
Pierre Bernard est le demi d'ouverture de l'Union Bordeaux Bègles de 2013 à 2016.

Chez les jeunes, il a joué à Mazères, Montesquieu-Volvestre, l'US Colomiers et le Stade toulousain.
Il débute chez les pros en 2008 à l'Aviron bayonnais, avant de rejoindre le Castres olympique (2010-2013), l'Union Bordeaux Bègles (2013-2016) et le Rugby club toulonnais, où il a signé en 2016.
En juin 2012, il participe à la tournée des Barbarians français au Japon pour jouer deux matchs contre l'équipe nationale nippone à Tokyo. Les Baa-Baas l'emportent 40 à 21 puis 51 à 18.
En 2017, il rejoint le Biarritz olympique en Pro D2.
Il quitte le club après trois ans sur la côte basque et signe au RC bassin d'Arcachon en Fédérale 1, en vue de la saison 2020-2021.

## Palmarès
- Vainqueur du championnat de France en 2013 avec le Castres olympique.